# Johnny Hot
Johnny Hot, geboren als Julien Hoste, (25 maart 1932 - Woluwe-Saint-Lambert, 24 februari 2018) was een Belgische jazzpianist, arrangeur en orkestleider.

## Biografie
Johnny Hot stamde uit een familie van muzikanten, op zijn vijfde begon hij piano te spelen. Hij trad al snel op voor de radio (Radio Berchem en Radio Schaerbeek), toen hij dertien was won hij een prijs als beste amateurpianist, op een door Hot Club de Belgique georganiseerde wedstrijd. In de vroege jaren 50 speelde hij in de groep Jump College, een Belgisch dansorkest dat hij later leidde. Hij trad op met Sidney Bechet, Django Reinhardt, Jacques Pelzer en Slide Hampton. In 1950 nam hij voor het eerst op, met The Minstrel’s Club Orchestra, zijn Johnny Hot Trio (met Benoît Quersin, Jean Delange) en Jump College (Jazz Vivant). In 1951 speelde hij bij de Jack Sels All Stars (met o.a. Herman Sandy, Toots Thielemans), in 1952 bij een jamsessie (Jazz at the Beaux Arts) met Roy Eldridge, Émile Peiffer, Don Byas, James Moody, Roger Asselberghs, Paul Dubois en Kenny Clarke. Eind jaren 60 was hij lid van de Johnny Dover Big Band en in 1972 nam hij met de Belgian Big Band o.l.v. Fats Sadi op. In de jazz was hij tussen 1950 en 1972 betrokken bij 13 opnamesessies. In latere jaren speelde hij bij het Retro Jazz Orchestra (album That’s My Desire).